# Stan Sakai
Stan Sakai (スタン坂井 Sutan Sakai?) nacido el 25 de mayo de 1953 en Kioto, Japón. Es un historietista estadounidense de ascendencia japonesa (tercera generación), ganador del Premio Eisner de creadores de cómics. Reconocido por crear el cómic Usagi Yojimbo.

## Biografía
Sakai nació en la ciudad de Kioto, Japón, pero creció en Estados Unidos en Hawái, estudió bellas artes en la Universidad de Hawái. Amplió sus estudios de arte en Pasadena, California. Empezó su carrera rotulando historietas entre las que podemos destacar Groo de Sergio Aragonés y Mark Evanier.
Alcanzó la fama con la que aún se considera su mejor obra: Usagi Yojimbo, la épica saga de Miyamoto Usagi, un samurái del siglo XVII. El autor usa la técnica de animales antropomórficos, en este caso el protagonista es un conejo. Si bien está destinado al público adulto, los contenidos de esta vastísima obra suelen ser aptos para todos los públicos. Publicado por primera vez en 1984, la historia continua hoy en día con Sakai como único autor.
Sakai publicó un spin-off llamado Space Usagi. Nótese una sutil inspiración global con El Lobo solitario y su cachorro de Kazuo Koike, incluso aparece en un volumen encarnado en forma de cabra. Actualmente reside y trabaja en Los Ángeles.

## Premios
- 1990 Premio Parents' Choice por "Experta transmisión de historia y leyendas en la obra"
- 1991 Premio Inkpot de la Comic-Con International: San Diego a los "Logros de una vida en el campo de la historieta"
- 1996 Premio Eisner al "Mejor Rotulista" (Groo y Usagi Yojimbo)
- 1996 Premio Eisner al "Talento Merecedor de Reconocimiento" (Usagi Yojimbo)
- 1999 Premio Eisner a la "Mejor Serie" (Usagi Yojimbo: "Segadora")
- 1999 Premio Haxtur (Gijón) a la "Mejor Historia Corta" por Usagi Yojimbo: "Fideos"
- 2000 Premio Haxtur (España-Gijón) al "Mejor Guion" por Usagi Yojimbo "Segadora"
- 2001 Premio Ursa Major al "Mejor Historieta Antropomórfica"
- 2002 National Cartoonists Society Comic Book Division Award (Usagi yojimbo)
- 2002 Ursa Major por "Mejor Historieta Antropomórfica"
- 2003 Ursa Major por "Mejor Comic-Book Antropomórfico"
- 2003 La Plumilla de Plata (México) por los logros durante su trayectoria y la contribución al mundo del cómic.
- 2007 Premio Haxtur (Gijón) a la "Mejor Historia Larga" por Usagi Yojimbo/Duelo en Kitanoji

- Desde 1993 hasta 2005, Stan Sakai ha recibido veintiuna nominaciones a los Premios Eisner.
- Desde 2000 hasta 2007, Stan Sakai ha recibido ocho nominaciones a los Premio Haxtur en el Salón Internacional del Cómic del Principado de Asturias-Gijón.

## Obras
- Usagi Yojimbo - (1984–presente)
- 47 Ronin - (2014)
- The Adventures of Nilson Groundthumper and Hermy - (2014)